# Cracovia (piłka nożna) w sezonie 2019/2020
Sezon 2019/2020 był 40. sezonem Cracovii w Ekstraklasie i 114. rokiem w historii klubu. Sezon ligowy krakowski klub rozpoczął 21 lipca meczem na wyjeździe z Zagłębiem Lubin. 24 lipca Cracovia pierwszy raz w historii zdobyła Puchar Polski, pokonując w finale Lechię Gdańsk 3:2. 9 sierpnia w Warszawie na Stadionie Wojska Polskiego miał odbyć się mecz o Superpuchar, który został odwołany z powodu pandemii COVID-19.

## Skład
| Imię i nazwisko                                        | Numer | Kraj       | Pozycje | Data urodzenia | Poprzedni klub                |
| Bramkarze                                              |       |            |         |                |                               |
| Michal Peškovič                                        | 40    | Słowacja   | BR      | 8.02.1982      | Korona Kielce                 |
| Lukáš Hroššo                                           | 31    | Słowacja   | BR      | 19.04.1987     | Zagłębie Sosnowiec            |
| Adam Wilk                                              | 30    | Polska     | BR      | 21.11.1997     | wychowanek                    |
| Obrońcy                                                |       |            |         |                |                               |
| Cornel Râpă                                            | 2     | Rumunia    | PO      | 16.01.1990     | Pogoń Szczecin                |
| Michal Sipľak                                          | 3     | Słowacja   | LO      | 2.02.1996      | Zemplín Michalovce            |
| Niko Datković                                          | 20    | Chorwacja  | ŚO      | 21.04.1993     | Spezia Calcio                 |
| Ołeksij Dytiatjew                                      | 34    | Ukraina    | ŚO      | 07.11.1988     | Karpaty Lwów                  |
| Michał Helik                                           | 39    | Polska     | ŚO      | 9.09.1995      | Ruch Chorzów                  |
| Diego Ferraresso                                       | 87    | Bułgaria   | ŚO      | 21.05.1992     | Sławia Sofia                  |
| Kamil Pestka                                           | 33    | Polska     | LO      | 22.08.1998     | Chrobry Głogów (wypożyczenie) |
| David Jablonský                                        | 85    | Czechy     | ŚO      | 8.10.1991      | Lewski Sofia                  |
| Michał Zięba                                           | 28    | Polska     | ŚO      | 4.02.2000      | wychowanek                    |
| Mateusz Pieńczak                                       | 15    | Polska     | ŚO      | 9.01.2003      | wychowanek                    |
| Pomocnicy                                              |       |            |         |                |                               |
| Sergiu Hanca (kapitan – od sierpnia 2020)              | 4     | Rumunia    | PP      | 4.04.1992      | FC Dinamo Bukareszt           |
| Janusz Gol (kapitan – do maja 2020)                    | 5     | Polska     | DP      | 11.11.1985     | Amkar Perm                    |
| Milan Dimun                                            | 8     | Słowacja   | ŚP      | 19.09.1996     | FC VSS Košice                 |
| Pelle van Amersfoort                                   | 10    | Holandia   | ŚP      | 1.04.1996      | sc Heerenveen                 |
| Bartłomiej Kafel                                       | 16    | Polska     | ŚP      | 3.10.2003      | wychowanek                    |
| Mateusz Wdowiak                                        | 11    | Polska     | OP      | 28.08.1996     | wychowanek                    |
| Sylwester Lusiusz                                      | 6     | Polska     | DP      | 18.09.1999     | wychowanek                    |
| Michał Rakoczy                                         | 25    | Polska     | OP      | 30.03.2002     | wychowanek                    |
| Thiago                                                 | 7     | Brazylia   | ŚP      | 18.03.1997     | Sandecja Nowy Sącz            |
| Napastnicy                                             |       |            |         |                |                               |
| Rafael Lopes (kapitan – od maja 2020 do sierpnia 2020) | 21    | Portugalia | NA      | 28.07.1991     | Boavista FC                   |
| Vinícius Ferreira                                      | 17    | Brazylia   | NA      | 31.01.1999     | FC Betinense                  |
| Filip Piszczek                                         | 26    | Polska     | NA      | 26.05.1995     | Sandecja Nowy Sącz            |
| Rubio                                                  | 9     | Hiszpania  | NA      | 24.06.1995     | CD Alcoyano                   |
| Bojan Čečarić                                          | 29    | Serbia     | NA      | 10.10.1993     | FK Spartak Zlatibor Voda      |
| Sebastian Strózik                                      | 77    | Polska     | NA      | 15.05.1999     | wychowanek                    |
| Daniel Pik                                             | 97    | Polska     | NA      | 20.07.2000     | Polonia Warszawa (juniorzy)   |
| Tomáš Vestenický                                       | 99    | Słowacja   | NA      | 6.04.1996      | Nitra (wypożyczenie)          |

## Ekstraklasa
Ekstraklasa w piłce nożnej (2019/2020)

### faza zasadnicza
| 21 lipca 2019 | Zagłębie Lubin        | 1:1   | Cracovia  |                                                                                  |
| 15:00         | Bohar 5'              | (1:1) | 23' Lopes | Stadion Zagłębia Lubin, Lubin Widzów: 5013 Sędzia: Mariusz Złotek (Stalowa Wola) |
| 15:00         | 61' Gol · 72' Lusiusz | (1:1) |           | Stadion Zagłębia Lubin, Lubin Widzów: 5013 Sędzia: Mariusz Złotek (Stalowa Wola) |

| 27 lipca 2019 | Cracovia                    | 1:2   | ŁKS Łódź                        |                                                                                                |
| 17:30         | Hanca 90+1'                 | (0:1) | 16' Sekulski · 56' Rozwandowicz | Stadion Cracovii im. Józefa Piłsudskiego, Kraków Widzów: 8043 Sędzia: Szymon Marciniak (Płock) |
| 17:30         | Helik 64' · Jablonský 90+2' | (0:1) | 76' Klimczak · 84' Sobociński   | Stadion Cracovii im. Józefa Piłsudskiego, Kraków Widzów: 8043 Sędzia: Szymon Marciniak (Płock) |

| 3 sierpnia 2019 | Raków Częstochowa                 | 1:3   | Cracovia                           |                                                                          |
| 17:30           | Forbes 19'                        | (1:2) | 8' Hanca · 45' Lopes · 56' Râpă    | GIEKSA Arena, Bełchatów Widzów: 3167 Sędzia: Paweł Raczkowski (Warszawa) |
| 17:30           | Nouvier 90' · Kasperkiewicz 90+9' | (1:2) | 7' Hanca · 41' Gol · 78' Jablonský | GIEKSA Arena, Bełchatów Widzów: 3167 Sędzia: Paweł Raczkowski (Warszawa) |

| 11 sierpnia 2019 | Cracovia  | 1:0   | Korona Kielce | |
| 17:30            | Hanca 36' | (1:0) |               | Stadion Cracovii im. Józefa Piłsudskiego, Kraków Widzów: 7698 Sędzia: Tomasz Kwiatkowski (Warszawa) |
| 17:30            | Gol 84'   | (1:0) |               | Stadion Cracovii im. Józefa Piłsudskiego, Kraków Widzów: 7698 Sędzia: Tomasz Kwiatkowski (Warszawa) |

| 17 sierpnia 2019 | Śląsk Wrocław              | 2:1   | Cracovia                                  |                                                                              |
| 15:00            | Pich 30' · Cholewiak 87'   | (1:0) | 71' Rubio                                 | Stadion Wrocław, Wrocław Widzów: 16 702 Sędzia: Daniel Stefański (Bydgoszcz) |
| 15:00            | Chrapek 56' · Płacheta 74' | (1:0) | 90+1' Rubio · 90+4' Dytiatjew · 90+4' Gol | Stadion Wrocław, Wrocław Widzów: 16 702 Sędzia: Daniel Stefański (Bydgoszcz) |

| 24 sierpnia 2019 | Cracovia                                     | 3:1   | Arka Gdynia       |                                                                                          |
| 15:00            | Lopes 30' · Hanca 45+3' (k) · Amersfoort 90' | (2:0) | 90+4' Schirtladze | Stadion Cracovii im. Józefa Piłsudskiego, Kraków Widzów: 7341 Sędzia: Paweł Gil (Lublin) |
| 15:00            | 26' Olczyk · 51' Danch                       | (2:0) |                   | Stadion Cracovii im. Józefa Piłsudskiego, Kraków Widzów: 7341 Sędzia: Paweł Gil (Lublin) |

| 1 września 2019 | Lech Poznań                                                   | 1:2   | Cracovia                  |                                                                           |
| 17:30           | Tomczyk 89'                                                   | (0:1) | 27' Râpă · 74' Amersfoort | Stadion Miejski, Poznań Widzów: 25 768 Sędzia: Bartosz Frankowski (Toruń) |
| 17:30           | 20' Diego · 34' Lopes · 55' Lusiusz · 74' Hanca · 76' Wdowiak | (0:1) |                           | Stadion Miejski, Poznań Widzów: 25 768 Sędzia: Bartosz Frankowski (Toruń) |

| 16 września 2019 | Cracovia                                            | 2:0   | Piast Gliwice                      | |
| 18:00            | Huk 42' (sam.) · Rakoczy 47'                        | (1:0) |                                    | Stadion Cracovii im. Józefa Piłsudskiego, Kraków Widzów: 6586 Sędzia: Jarosław Przybył (Kluczbork) |
| 18:00            | Gol 30' · Dytiatjew 65' · Datković 72' · Sipľak 74' | (1:0) | 11' Rymaniak · 25' Korun · 40' Huk | Stadion Cracovii im. Józefa Piłsudskiego, Kraków Widzów: 6586 Sędzia: Jarosław Przybył (Kluczbork) |

| 22 września 2019 | Cracovia      | 1:2   | Legia Warszawa                | |
| 17:30            | Wdowiak 66'   | (0:1) | 33' (k) Niezgoda · 47' Gwilia | Stadion Cracovii im. Józefa Piłsudskiego, Kraków Widzów: 13 053 Sędzia: Bartosz Frankowski (Toruń) |
| 17:30            | Jablonský 32' | (0:1) |                               | Stadion Cracovii im. Józefa Piłsudskiego, Kraków Widzów: 13 053 Sędzia: Bartosz Frankowski (Toruń) |

| 29 września 2019 | Wisła Kraków                               | 0:1   | Cracovia                    |                                                                                        |
| 17:30            |                                            | (0:0) | 73' Hanca                   | Stadion Miejski im. Henryka Reymana, Kraków Widzów: 33 000 Sędzia: Piotr Lasyk (Bytom) |
| 17:30            | Sadlok 10' · Klemenz 43' · Savićević 90+4' | (0:0) | 43' Sipľak · 51' Amersfoort | Stadion Miejski im. Henryka Reymana, Kraków Widzów: 33 000 Sędzia: Piotr Lasyk (Bytom) |

| 6 października 2019 | Cracovia                               | 1:1   | Górnik Zabrze                             | |
| 15:00               | Dytiatjew 35'                          | (1:1) | 13' Matuszek                              | Stadion Cracovii im. Józefa Piłsudskiego, Kraków Widzów: 8783 Sędzia: Mariusz Złotek (Stalowa Wola) |
| 15:00               | Sipľak 41' · Jablonský 44' · Hanca 70' | (1:1) | 33' Zapolnik · 48' Matuszek · 90+3' Janža | Stadion Cracovii im. Józefa Piłsudskiego, Kraków Widzów: 8783 Sędzia: Mariusz Złotek (Stalowa Wola) |

| 19 października 2019 | Jagiellonia Białystok           | 3:2   | Cracovia              |                                                                              |
| 20:00                | Klimala 11' 55' · Romanczuk 82' | (1:1) | 9' 60' Lopes          | Stadion Miejski, Białystok Widzów: 8622 Sędzia: Jarosław Przybył (Kluczbork) |
| 20:00                | Pospíšil 32' · Kwiecień 72'     | (1:1) | 45+4' Gol · 70' Hanca | Stadion Miejski, Białystok Widzów: 8622 Sędzia: Jarosław Przybył (Kluczbork) |

| 25 października 2019 | Cracovia               | 2:0   | Pogoń Szczecin                  |                                                                                          |
| 18:00                | Râpă 58' · Lopes 71'   | (0:0) |                                 | Stadion Cracovii im. Józefa Piłsudskiego, Kraków Widzów: 8764 Sędzia: Paweł Gil (Lublin) |
| 18:00                | Gol 40' · Piszczek 67' | (0:0) | 35', 74' Bartkowski · 43' Buksa | Stadion Cracovii im. Józefa Piłsudskiego, Kraków Widzów: 8764 Sędzia: Paweł Gil (Lublin) |

| 2 listopada 2019 | Cracovia         | 1:0   | Lechia Gdańsk             |                                                                                                   |
| 17:30            | Amersfoort 90+1' | (0:0) |                           | Stadion Cracovii im. Józefa Piłsudskiego, Kraków Widzów: 8612 Sędzia: Krzysztof Jakubik (Siedlce) |
| 17:30            | Peškovič 90+3'   | (0:0) | 84' Fila · 86' Mladenović | Stadion Cracovii im. Józefa Piłsudskiego, Kraków Widzów: 8612 Sędzia: Krzysztof Jakubik (Siedlce) |

| 9 listopada 2019 | Wisła Płock | 0:0   | Cracovia                         |                                                                                            |
| 15:00            |             | (0:0) |                                  | Stadion im. Kazimierza Górskiego, Płock Widzów: 4212 Sędzia: Tomasz Kwiatkowski (Warszawa) |
| 15:00            | Tomasik 83' | (0:0) | 5' Hanca · 33' Pestka · 82' Râpă | Stadion im. Kazimierza Górskiego, Płock Widzów: 4212 Sędzia: Tomasz Kwiatkowski (Warszawa) |

| 25 listopada 2019 | Cracovia                    | 2:0   | Zagłębie Lubin |                                                                                                   |
| 18:00             | Jablonský 75' · Diego 90+3' | (0:0) |                | Stadion Cracovii im. Józefa Piłsudskiego, Kraków Widzów: 7236 Sędzia: Paweł Raczkowski (Warszawa) |
| 18:00             | 45+2' Guldan                | (0:0) |                | Stadion Cracovii im. Józefa Piłsudskiego, Kraków Widzów: 7236 Sędzia: Paweł Raczkowski (Warszawa) |

| 1 grudnia 2019 | ŁKS Łódź                                       | 1:0   | Cracovia  |                                                                |
| 15:00          | Ramírez 52' (k)                                | (0:0) |           | Stadion Miejski, Łódź Widzów: 5160 Sędzia: Piotr Lasyk (Bytom) |
| 15:00          | Rozwandowicz 34' · Klimczak 67' · Kujawa 90+7' | (0:0) | 50' Helik | Stadion Miejski, Łódź Widzów: 5160 Sędzia: Piotr Lasyk (Bytom) |

| 8 grudnia 2019 | Cracovia                                | 3:0   | Raków Częstochowa        |                                                                                          |
| 12:30          | Gol 53' · Pestka 59' · Amersfoort 90+1' | (0:0) |                          | Stadion Cracovii im. Józefa Piłsudskiego, Kraków Widzów: 7538 Sędzia: Paweł Gil (Lublin) |
| 12:30          | Gol 55'                                 | (0:0) | 40' Sapała · 73' Babenko | Stadion Cracovii im. Józefa Piłsudskiego, Kraków Widzów: 7538 Sędzia: Paweł Gil (Lublin) |

| 15 grudnia 2019 | Korona Kielce | 1:0   | Cracovia                                                   |                                                                    |
| 15:00           | Pačinda 43' | (1:0) |                                                            | Kolporter Arena, Kielce Widzów: 4728 Sędzia: Wojciech Myć (Lublin) |
| 15:00           | Gardawski 11' · Zalazar 40' · Nemanja Miletić II 45+4' · Żubrowski 68', 75' · Spychała 86' · Márquez 90+1' · Pačinda 90+1' | (1:0) | 27' Lopes · 72' Amersfoort · 89' Jablonský · 90+5' Rakoczy | Kolporter Arena, Kielce Widzów: 4728 Sędzia: Wojciech Myć (Lublin) |

| 20 grudnia 2019 | Cracovia                                              | 2:0   | Śląsk Wrocław                                                         |                                                                                                |
| 18:00           | Vestenický 57' · Lopes 73'                            | (0:0) |                                                                       | Stadion Cracovii im. Józefa Piłsudskiego, Kraków Widzów: 7836 Sędzia: Szymon Marciniak (Płock) |
| 18:00           | Lusiusz 38' · Sipľak 44' · Pestka 65' · Dytiatjew 68' | (0:0) | 20' Cholewiak · 25' Golla · 29' Puerto · 49' Živulić · 90+2' Marković | Stadion Cracovii im. Józefa Piłsudskiego, Kraków Widzów: 7836 Sędzia: Szymon Marciniak (Płock) |

| 7 lutego 2020 | Arka Gdynia                                                                             | 0:1   | Cracovia                                            |                                                                            |
| 18:00         |                                                                                         | (0:1) | 37' Hanca                                           | Stadion Miejski, Gdynia Widzów: 6815 Sędzia: Mariusz Złotek (Stalowa Wola) |
| 18:00         | Wawszczyk 27' · Nalepa 56' · Vejinović 73' · Maghoma 77' · Marciniak 90+4' · Deja 90+5' | (0:1) | 25' Dytiatjew · 56' Hanca · 83' Pestka · 89' Thiago | Stadion Miejski, Gdynia Widzów: 6815 Sędzia: Mariusz Złotek (Stalowa Wola) |

| 16 lutego 2020 | Cracovia                         | 2:1   | Lech Poznań | |
| 17:30          | Šatka 47' (sam.) · Hanca 68' (k) | (0:1) | 24' Jóźwiak | Stadion Cracovii im. Józefa Piłsudskiego, Kraków Widzów: 12 247 Sędzia: Bartosz Frankowski (Toruń) |
| 17:30          | Peškovič 90+2'                   | (0:1) |             | Stadion Cracovii im. Józefa Piłsudskiego, Kraków Widzów: 12 247 Sędzia: Bartosz Frankowski (Toruń) |

| 22 lutego 2020 | Piast Gliwice                        | 1:0   | Cracovia |                                                                           |
| 20:00          | Milewski 59'                         | (0:0) |          | Stadion Miejski, Gliwice Widzów: 4176 Sędzia: Paweł Raczkowski (Warszawa) |
| 20:00          | 53' Pestka · 72' Râpă · 90+2' Sipľak | (0:0) |          | Stadion Miejski, Gliwice Widzów: 4176 Sędzia: Paweł Raczkowski (Warszawa) |

| 29 lutego 2020 | Legia Warszawa                              | 2:1   | Cracovia                              | |
| 20:00          | Antolić 20' · Gvilia 44'                    | (2:0) | 51' (k) Hanca                         | Stadion Miejski Legii Warszawa im. Marszałka Józefa Piłsudskiego, Warszawa Widzów: 21 813 Sędzia: Szymon Marciniak (Płock) |
| 20:00          | Jędrzejczyk 48' · Vešović 50' · Martins 58' | (2:0) | 35' Râpă · 63' Wdowiak · 90+4' Sipľak | Stadion Miejski Legii Warszawa im. Marszałka Józefa Piłsudskiego, Warszawa Widzów: 21 813 Sędzia: Szymon Marciniak (Płock) |

| 3 marca 2020 | Cracovia                                                                         | 0:2   | Wisła Kraków                          | |
| 20:30        |                                                                                  | (0:0) | 53' (k) Błaszczykowski · 90+3' Hebert | Stadion Cracovii im. Józefa Piłsudskiego, Kraków Widzów: 14 154 Sędzia: Bartosz Frankowski (Toruń) |
| 20:30        | Sipľak 20' · Amersfoort 35' · Fiolić 46' · Jablonský 51' · Gol 62' · Hanca 90+8' | (0:0) | 34' Basha · 75' Żukow · 83' Sadlok    | Stadion Cracovii im. Józefa Piłsudskiego, Kraków Widzów: 14 154 Sędzia: Bartosz Frankowski (Toruń) |

| 6 marca 2020 | Górnik Zabrze                                                           | 3:2   | Cracovia                            |                                                                                    |
| 20:30        | Jiménez 26' · Jirka 57' · Vasilantonopoulos 71'                         | (1:1) | 5' Lopes · 69' Helik                | Stadion im. Ernesta Pohla, Zabrze Widzów: 8974 Sędzia: Paweł Raczkowski (Warszawa) |
| 20:30        | Procházka 38' · Wiśniewski 40' · Giakoumákis 63' · Manneh 79' · Koj 80' | (1:1) | 13' Thiago · 38' Dimun · 53' Pestka | Stadion im. Ernesta Pohla, Zabrze Widzów: 8974 Sędzia: Paweł Raczkowski (Warszawa) |

| 31 maja 2020 | Cracovia  | 0:1   | Jagiellonia Białystok                   | |
| 15:00        |           | (0:1) | 88' Mystkowski                          | Stadion Cracovii im. Józefa Piłsudskiego, Kraków Widzów: bez udziału publiczności Sędzia: Paweł Gil (Lublin) |
| 15:00        | Hanca 19' | (0:1) | 18' Romanczuk · 43' Arsenić · 56' Runje | Stadion Cracovii im. Józefa Piłsudskiego, Kraków Widzów: bez udziału publiczności Sędzia: Paweł Gil (Lublin) |

| 6 czerwca 2020 | Pogoń Szczecin              | 1:0   | Cracovia                      | |
| 20:00          | Kamil Drygas 64'            | (0:0) |                               | Stadion Miejski im. Floriana Krygiera, Szczecin Widzów: bez udziału publiczności Sędzia: Szymon Marciniak (Płock) |
| 20:00          | Listkowski 13' · Manias 20' | (0:0) | 12', 90+4' Helik · 76' Loshaj | Stadion Miejski im. Floriana Krygiera, Szczecin Widzów: bez udziału publiczności Sędzia: Szymon Marciniak (Płock) |

| 9 czerwca 2020 | Lechia Gdańsk            | 1:3   | Cracovia                               |                                                                                                   |
| 18:00          | Zwoliński 46'            | (0:1) | 33' 89' Amersfoort · 51' (sam.) Maloča | Stadion Energa Gdańsk, Gdańsk Widzów: bez udziału publiczności Sędzia: Bartosz Frankowski (Toruń) |
| 18:00          | Kubicki 55' · Nalepa 82' | (0:1) | 69' Dytiatjew                          | Stadion Energa Gdańsk, Gdańsk Widzów: bez udziału publiczności Sędzia: Bartosz Frankowski (Toruń) |

| 14 czerwca 2020 | Cracovia       | 1:1   | Wisła Płock |                                                                                       |
| 18:00           | Amersfoort 83' | (0:0) | 70' Szwoch  | Stadion Cracovii, Kraków Widzów: bez udziału publiczności Sędzia: Piotr Lasyk (Bytom) |
| 18:00           | Jablonský 5'   | (0:0) | 50' García  | Stadion Cracovii, Kraków Widzów: bez udziału publiczności Sędzia: Piotr Lasyk (Bytom) |

### faza finałowa
| 21 czerwca 2020 | Cracovia                         | 1:2   | Jagiellonia Białystok   |                                                                                                |
| 15:00           | Lopes 76'                        | (0:1) | 23' Runje · 73' Bida    | Stadion Cracovii im. Józefa Piłsudskiego, Kraków Widzów: 3185 Sędzia: Szymon Marciniak (Płock) |
| 15:00           | Râpă 21' · Dimun 84' · Lopes 88' | (0:1) | 71' Puljić · 90+3' Țîru | Stadion Cracovii im. Józefa Piłsudskiego, Kraków Widzów: 3185 Sędzia: Szymon Marciniak (Płock) |

| 25 czerwca 2020 | Śląsk Wrocław                         | 3:2   | Cracovia                    |                                                                           |
| 19:00           | Płacheta 60' 79' · Expósito 62'       | (0:0) | 47' 90+3' Lopes             | Stadion Wrocław, Wrocław Widzów: 4416 Sędzia: Dominik Sulikowski (Gdańsk) |
| 19:00           | Chrapek 54' · Musonda 58' · Tamás 75' | (0:0) | 67' Lusiusz · 75' Dytiatjew | Stadion Wrocław, Wrocław Widzów: 4416 Sędzia: Dominik Sulikowski (Gdańsk) |

| 29 czerwca 2020 | Cracovia                         | 2:1   | Pogoń Szczecin |                                                                                              |
| 18:00           | Zech 22' (sam.) · Amersfoort 76' | (1:0) | 90+1' Nunes    | Stadion Cracovii im. Józefa Piłsudskiego, Kraków Widzów: 2812 Sędzia: Tomasz Musiał (Kraków) |
| 18:00           | Jablonský 17' · Hroššo 90+5'     | (1:0) | 35' Dąbrowski  | Stadion Cracovii im. Józefa Piłsudskiego, Kraków Widzów: 2812 Sędzia: Tomasz Musiał (Kraków) |

| 4 lipca 2020 | Lechia Gdańsk           | 0:3   | Cracovia                                 |                                                                                |
| 20:00        |                         | (0:0) | 48' Lopes · 70' Sipľak · 90+4' (k) Hanca | Stadion Energa Gdańsk, Gdańsk Widzów: 4768 Sędzia: Paweł Raczkowski (Warszawa) |
| 20:00        | Fila 28' · Pietrzak 55' | (0:0) | 29' Sipľak · 90' Helik                   | Stadion Energa Gdańsk, Gdańsk Widzów: 4768 Sędzia: Paweł Raczkowski (Warszawa) |

| 11 lipca 2020 | Legia Warszawa                                         | 2:0   | Cracovia                 | |
| 17:30         | Pekhart 23' · Gwilia 75'                               | (1:0) |                          | Stadion Miejski Legii Warszawa im. Marszałka Józefa Piłsudskiego, Warszawa Widzów: 5500 Sędzia: Jarosław Przybył (Kluczbork) |
| 17:30         | Martins 8' · Wszołek 30' · Slisz 85' · Cholewiak 90+7' | (1:0) | 16' Loshaj · 33' Wdowiak | Stadion Miejski Legii Warszawa im. Marszałka Józefa Piłsudskiego, Warszawa Widzów: 5500 Sędzia: Jarosław Przybył (Kluczbork) |

| 15 lipca 2020 | Cracovia                | 1:2   | Lech Poznań                         | |
| 20:30         | Crnomarković 80' (sam.) | (0:1) | 25' Gytkjær · 72' Marchwiński       | Stadion Cracovii im. Józefa Piłsudskiego, Kraków Widzów: 3216 Sędzia: Jarosław Przybył (Kluczbork) |
| 20:30         | Jablonský 55'           | (0:1) | 58' Šatka · 59' Moder · 89' Ramírez | Stadion Cracovii im. Józefa Piłsudskiego, Kraków Widzów: 3216 Sędzia: Jarosław Przybył (Kluczbork) |

| 19 lipca 2020 | Piast Gliwice                               | 1:1   | Cracovia    |                                                                          |
| 17:30         | Jodłowiec 74'                               | (0:1) | 29' Wdowiak | Stadion Miejski, Gliwice Widzów: 1961 Sędzia: Bartosz Frankowski (Toruń) |
| 17:30         | 19' Loshaj · 44' Amersfoort · 89' Dytiatjew | (0:1) |             | Stadion Miejski, Gliwice Widzów: 1961 Sędzia: Bartosz Frankowski (Toruń) |

## Puchar Polski
Puchar Polski w piłce nożnej (2019/2020)
1/32 Finału
| Drużyna 1        | Wynik | Drużyna 2             |
| ---------------- | ----- | --------------------- |
| 25 września 2019 |       |                       |
| Cracovia         | 4:2   | Jagiellonia Białystok |

1/16 Finału
| Drużyna 1            | Wynik                | Drużyna 2            |
| 29 października 2019 | 29 października 2019 | 29 października 2019 |
| -------------------- | -------------------- | -------------------- |
| Bytovia Bytów        | 2:3 (pd.)            | Cracovia             |

1/8 Finału
| Drużyna 1      | Wynik          | Drużyna 2         |
| 5 grudnia 2019 | 5 grudnia 2019 | 5 grudnia 2019    |
| -------------- | -------------- | ----------------- |
| Cracovia       | 0:0 (k. 4:1)   | Raków Częstochowa |

Ćwierćfinał
| 10 marca 2020 | GKS Tychy    | 1:2 (pd.)       | Cracovia                          |                                                                                           |
| 18:00         | Szumilas 90' | (0:0, 1:1, 1:1) | Wdowiak 51' · van Amersfoort 115' | Stadion Miejski, Tychy Widzów: bez udziału publiczności Sędzia: Łukasz Szczech (Warszawa) |

Półfinał
| 7 lipca 2020 | Cracovia                    | 3:0   | Legia Warszawa |                                                                          |
| 20:00        | Wdowiak 5', 82' · Helik 14' | (2:0) |                | Stadion Cracovii, Kraków Widzów: 3498 Sędzia: Bartosz Frankowski (Toruń) |

Finał
| 24 lipca 2020 20:00 | Cracovia · van Amersfoort 65' · Jablonský 88' · Wdowiak 117' | 3:2 pd.(0:1, 2:2) | Lechia Gdańsk · 21' Haydary · 85' Lipski | Arena Lublin, Lublin Sędzia: Paweł Raczkowski (Warszawa) |
|                     |                                                              |                   |                                          |                                                          |

## Liga Europy

### Liga Europy UEFA (2019/2020)

#### I runda eliminacyjna
| 11 lipca 2019 | DAC 1904 · Divković 44' | 1:1(1:1) | Cracovia · Kružliak 40' (sam.) | MOL Aréna, Dunajská Streda Sędzia: Rade Obrenovič (Słowenia) |
|               |                         |          |                                |                                                              |

| 18 lipca 2019 | Cracovia · Lopes 2' · Davis 120' (sam.) | 2:21:0 | DAC 1904 · Ronan 47' · Ramírez 94' | Stadion Cracovii, Kraków Sędzia: Athanássios Tzílos (Grecja) |
|               |                                         |        |                                    |                                                              |

## Klubowy ośrodek treningowy w Rącznej
Źródło:

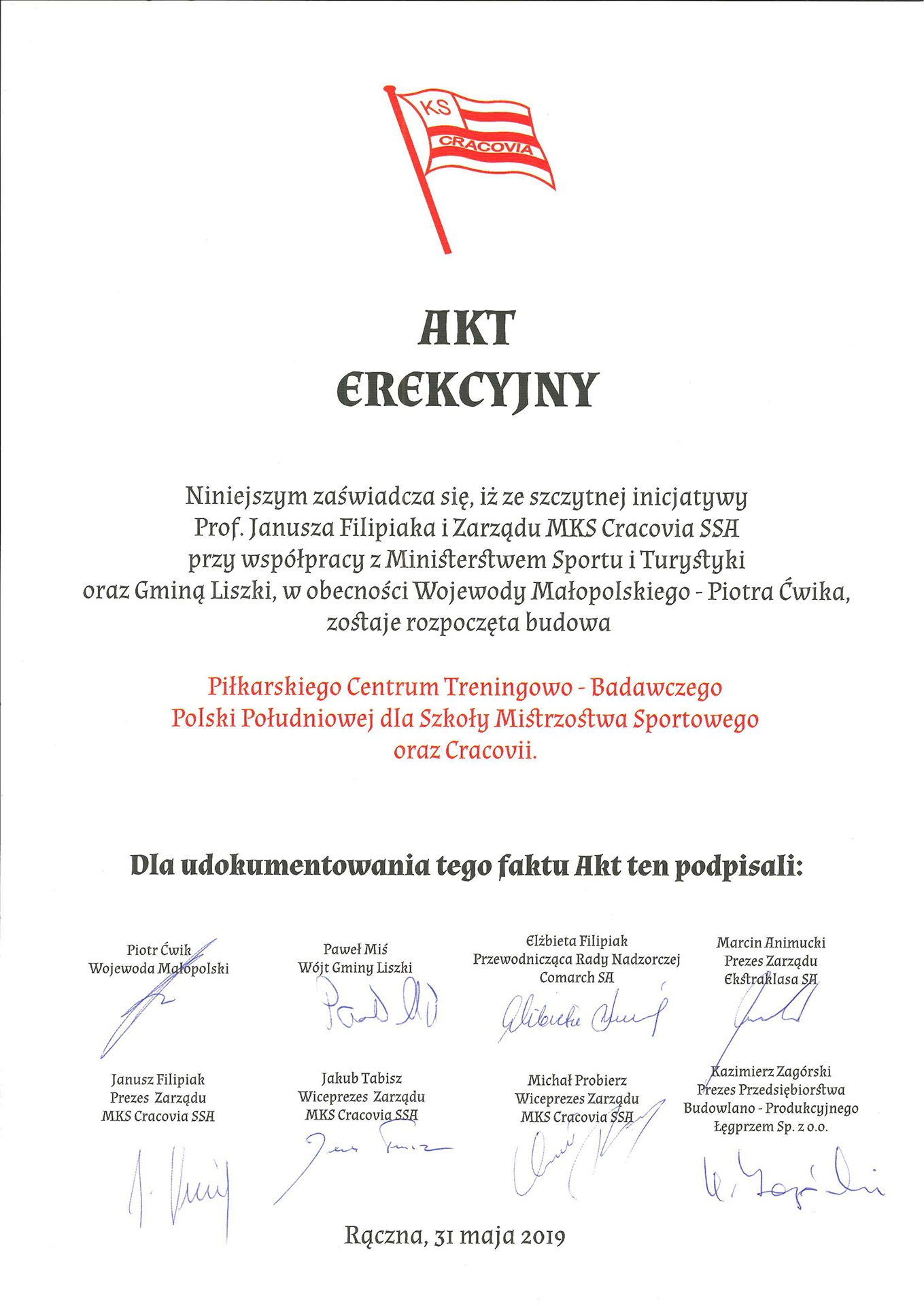
Akt Erekcyjny (2019)

Pod koniec maja 2019 r. ruszyła w Rącznej pod Krakowem budowa klubowego ośrodka treningowego. Koszt całej inwestycji ma wynieść 30,5 mln zł. finansowany ze środków własnych MKS Cracovii SSA oraz z dotacji z Ministerstwa Sportu i Turystyki. Planowany termin oddania w użytkowanie to 2020 r..
Mają być wykonane następujące prace:
```
   7 boisk treningowych (4 pełnowymiarowe trawiaste, 1 pełnowymiarowe ze sztuczną nawierzchnią, 1 boisko z halą pneumatyczną, 1 boisko z podgrzewaną murawą
   Boiska do siatkonogi
   Szatnie z odnową biologiczną
   Hotel
   Restauracja
```